# Янкин, Илларион Павлович
Илларион Павлович Я́нкин (7 [20] июня 1910, Сухоречка, Сельское поселение Назаровка — 14 сентября 1964, Свердловск) — директор Дзержинского совхоза Октябрьского района Северо-Казахстанской области. Герой Социалистического Труда (1957). Лауреат Сталинской премии (1942).

## Биография
Родился 7 (20) июня 1910 года в деревне Сухоречка Бугульминского уезда Самарской губернии (ныне — Клявлинский район, Самарская область) в крестьянской семье.
В 1930 году вступил в сельскохозяйственную артель «Новый пахарь» Клявлинского района Куйбышевской области.
В 1934—1946 годах работал забойщиком на шахте «Красногвардейская» города Красноуральск Свердловской области. Один из видных последователей метода Семиволоса, который изучил в 1940 году при поездке в Кривбасс, где 12 дней работал с Алексеем Семиволосом в забое, а по возвращении на Урал применил его на добыче медной руды. Обогатил метод многозабойного обуривания, сделав его многоперфораторным. Усовершенствованный метод стал называться методом Семиволоса-Янкина. Член ВКП(б) с 1943 года.
Позднее был назначен начальником управления Красноуральского рудоуправления Свердловской области.
С 1946 года обучался в СвГИ имени В. В. Вахрушева, который окончил в 1947 году. В 1948—1954 годах — директор рудника в городе Верхняя Пышма.
В 1955 году переехал в Казахскую ССР. В 1955—1957 годах — директор совхоза имени Ф. Э. Дзержинского (Октябрьский район, Северо-Казахстанская область). Приняв отстающий колхоз, вывел его в передовые предприятия. В 1956 году колхоз имени Ф. Э. Дзержинского вспахал более 20 тысяч гектаров земли. В этом же году колхозом было собрано по 18,6 центнеров с площади 20 893 гектаров.
В 1958 году назначена персональная пенсия по болезни. Тем не менее, продолжил трудовую деятельность — в 1958—1964 годах работал директором предприятия «Вторцветмет» (Свердловская область).
Умер 14 сентября 1964 года. Похоронен на Северном кладбище Екатеринбурга.

## Награды
- Сталинская премия II степени (10 апреля 1942) — за внедрение нового метода многозабойного и многоперфоративного обуривания, дающего большое повышение производительности труда и обеспечивающего значительное увеличение добычи медной руды
- Герой Социалистического Труда (11 января 1957) — за особо выдающиеся успехи, достигнутые в работе по освоению целинных и залежных земель, и получение высокого урожая[4]
- Орден Ленина (11 января 1957) — за особо выдающиеся успехи, достигнутые в работе по освоению целинных и залежных земель, и получение высокого урожая
- Орден Ленина (25 июля 1942[5])
- медали